# Chilca (Pueblo 1)
Chilca, Pueblo 1 es un yacimiento arqueológico situado cerca de la localidad del mismo nombre, en el distrito de Chilca de la provincia de Cañete del departamento de Lima, en el Perú. Fue descubierto por el arqueólogo suizo Frédéric Engel en 1963, quien desenterró los vestigios de una aldea del periodo arcaico temprano, etapa conocida también como precerámico o de los horticultores seminómades. Se trata de restos de chozas semisubterráneas de planta circular, así como entierros humanos e indicios de actividades económicas como la pesca, la recolección y la horticultura. Su antigüedad ha sido calculada en 3750 a. C. Se le conoce también como Pueblo 1, para distinguirlo de otros asentamientos precerámicos de la región, como el de Cerro Paloma.

## Descubrimiento y excavación
Chilca se halla a 70 km al sur de Lima y a 3 km del Océano Pacífico, en medio de una pampa que la sequedad y el viento ha convertido en terral. No obstante, Frédéric Engel encontró allí vestigios de una aldea de primitivos habitantes del período arcaico o precerámico, que denominó Pueblo 1 y que cubre una superficie aproximada de 2 hectáreas.

## Cronología
La capa más profunda dio una antigüedad de 5.700 ± 136 años, que calibrada, ha sido fijada en el 3.750 a. C., es decir, hace 6.000 años. La aldea muestra indicios de haber sido ocupada permanentemente durante 1.200 años, hasta el 2.300 a. C., cuando fue abandonada, por razones que permanecen en el misterio.

## Viviendas
Engel desenterró los restos de chozas de base circular, hechas a base de cañas y amarradas con sogas de junco. Estas chozas eran en realidad simples cobertizos que rodeaban unos hoyos abiertos en el suelo, de unos 40 cm de profundidad, y de un diámetro de 2.5 m aproximadamente. No se ha podido determinar cuál era la forma exacta de la chozas pues no se ha encontrado un techo completo; pudieron ser de forma cónica o plana.

## Entierros
Esta aldea, que albergaba 10 a 12 familias (aproximadamente 60 personas), era a la vez un lugar de entierros o sepulturas. Se hallaron cuerpos sepultados bajo el suelo de las viviendas. Es decir, los muertos eran enterrados en la misma choza que habitaron y al parecer estas eran abandonadas luego, o tal vez seguían siendo habitadas. Los entierros pueden ser aislados, de uno o dos cuerpos, o bien múltiples, de hasta ocho individuos bajo una choza. Algunos cuerpos estaban clavados en el suelo con una estaca (cuerpos estacados). Asimismo, existe otro tipo de entierro al que se ha denominado el “Cementerio”, que se halla fuera de la zona habitacional, al oeste.
Los cadáveres están envueltos con esteras de junco y amarrados con soguillas, conformando verdaderos fardos. Los cuerpos están muy mal conservados. En la cabeza llevan una bolsa de tejido anillado. Al lado aparecen una serie de enseres, tejidos y collares. Los cadáveres de bebés aparecen acomodados dentro de calabazas.
El aspecto físico del hombre de Chilca era de 1,70 m de estatura, frente ancha, pómulos poco pronunciados, pecho ancho y cráneo dolicocéfalo. 

## Actividades económicas
Los hombres de Chilca cultivaban camotes, pallares, zapallos y calabazas, es decir, eran horticultores. Se ha determinado que dichas especies fueron efectivamente cultivadas y no simplemente recolectadas. Debieron aprovechar los aluviones o huaicos con tierra fertilizada para desarrollar esta actividad. No conocieron el algodón.
Otra de sus actividades básicas era la pesca, para lo cual usaban anzuelos de espina de cactus, aunque no redes de pesca; esto último los diferencia llamativamente de los hombres de Paracas, otro grupo importante del precerámico de la costa peruana. Aprovechaban diversas especies, como la corvina. También eran recolectores de mariscos (choros, almejas y chanques) y cazadores de lobos marinos; para esto último usaban unas estacas afiladas a la manera de arpones.
También continuaron practicando ancestrales actividades como la caza de venados y guanacos que periódicamente bajaban de la sierra a las lomas costeras.
Tejían a mano algunas fibras vegetales, pero todavía de manera muy rudimentaria. En este aspecto se han determinado dos técnicas: el entrelazado y el anillado.
Finalmente, es de destacar que el perro ya aparece en esta aldea de chilcanos como compañero eficaz del hombre.